# Recourse in Grace
Recours en grâce, traducida al inglés como Recourse in grace, es una película francesa e italiana de 1960 dirigida por László Benedek y protagonizada por Raf Vallone, Emmanuelle Riva y Annie Girardot.
- Datos: Q2391657